# Магомаев, Абдул-Муслим Магомет оглы
Абду́л-Мусли́м Магоме́т оглы́ Магома́ев (азерб. Əbdül Müslüm  Məhəmməd oğlu Maqomayev, Муслим Магометович Магомаев; 6 (18) сентября 1885, Грозный, Терская область, Российская империя — 28 июля 1937, Нальчик, Кабардино-Балкарская АССР, СССР) — азербайджанский и советский композитор, дирижёр. Заслуженный деятель искусств Азербайджанской ССР (1935). Один из основоположников азербайджанской классической музыки, его именем названа Азербайджанская государственная филармония. Дед певца, народного артиста СССР Муслима Магомаева.
С детства увлекался музыкой, участвовал в школьной музыкальной самодеятельности, играл в оркестре Закавказской учительской семинарии, там познакомился с Узеиром Гаджибековым, близкую дружбу с которым поддерживал всю жизнь. После окончания семинарии работал учителем сначала на Северном Кавказе, а после в Азербайджане, где после сдачи экстерном экзаменов в Тифлисском учительском институте осел в Баку. Там он вошёл в состав местной оперной труппы под руководством Гаджибекова сначала в качестве музыканта, позднее — дирижёра и руководителя театра. В дальнейшем занимал ответственные посты в Наркомате просвещения Азербайджанской ССР.
Написал две оперы — «Шах Исмаил» и «Наргиз», последняя является первой азербайджанской оперой на советскую тематику. В творчестве Магомаева прослеживается влияние национального искусства Азербайджана, которым он интересовался с ранних лет. Также он является автором около трёхсот симфонических обработок народных азербайджанских танцев, песен и других мелодий.
Умер 28 июля 1937 года в Нальчике от туберкулёза.

## Биография

### Детство

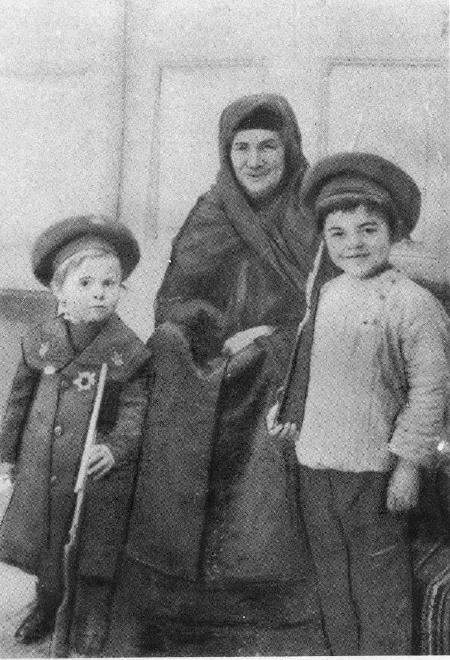
Муслим (слева) с матерью и братом Магометом

Абдул-Муслим Магомет оглы Магомаев родился 6 (18) сентября 1885 в Грозном. Отец — Магомет Магомаев был кузнецом-оружейником, в детстве переехавшим в Грозный. Согласно легенде, передаваемой в семье Магомаевых, маленького Магомета привёз в Грозный имам Шамиль. По воспоминаниям Муслима Магомаева (внука Абдул-Муслима Магомаева), национальность его прадеда и откуда он оказался в Грозном, неизвестны. Некоторые источники, например чеченский писатель и драматург Халид Ошаев, писали о кумыкском происхождении.
В семье Магомаевых очень любили музыку. Первым учителем музыки для Абдул-Муслима стал его старший брат Магомет, увлекавшийся живописью и фотографией, хорошо игравший на флейте и гармонике. Игре на последней он обучил и Абдул-Муслима. Позднее, во время учёбы в Грозненской городской школе, Магомет стал руководителем школьного оркестра, преподавал танцы. За успехи в живописи руководство школы предлагало направить юношу в художественное училище в Петербурге, но материальное положение семьи не позволило этого сделать. Будущий композитор по примеру брата поступил в Грозненскую городскую школу, которую окончил в 1900 году.

### Преподавательская карьера

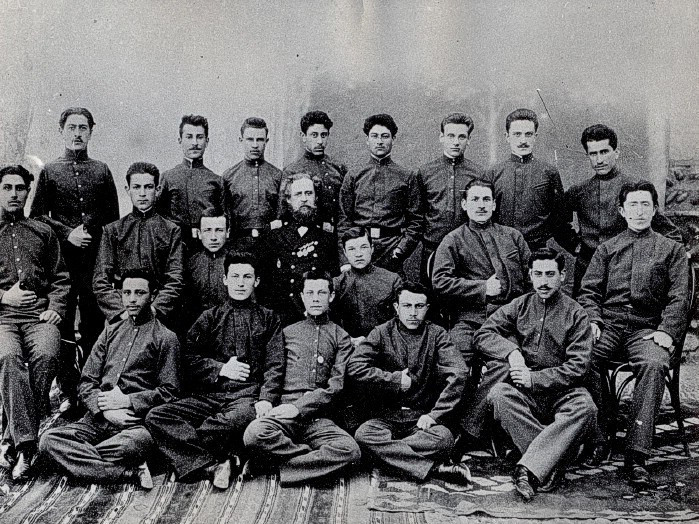
Студенты Горийской семинарии, Гаджибеков сидит на полу слева, за ним на стуле сидит Магомаев

В 1900 году Абдул-Муслим поступил слушателем в Закавказскую учительскую семинарию в Гори. Там он подружился с Узеиром Гаджибековым, с которым у него было много общего, друзья даже родились в один день. Освоив игру на гобое, Магомаев стал солистом семинарского оркестра, в репертуар которого входили произведения как русских, так и европейских композиторов. К 18 годам Магомаев стал в оркестре старшим музыкантом и часто заменял дирижёра. Также Магомаев пел в школьном хоре.
В семинарии Абдул-Муслим начал интересоваться кавказской народной музыкой. Он собирал сведения о музыкальном фольклоре настолько рьяно, что уже в 1900 году его записи были представлены на Всемирной выставке в Париже. Здесь же он написал первые музыкальные сочинения: вальс «Мечтание», мазурку «Семинарист» и ряд других.

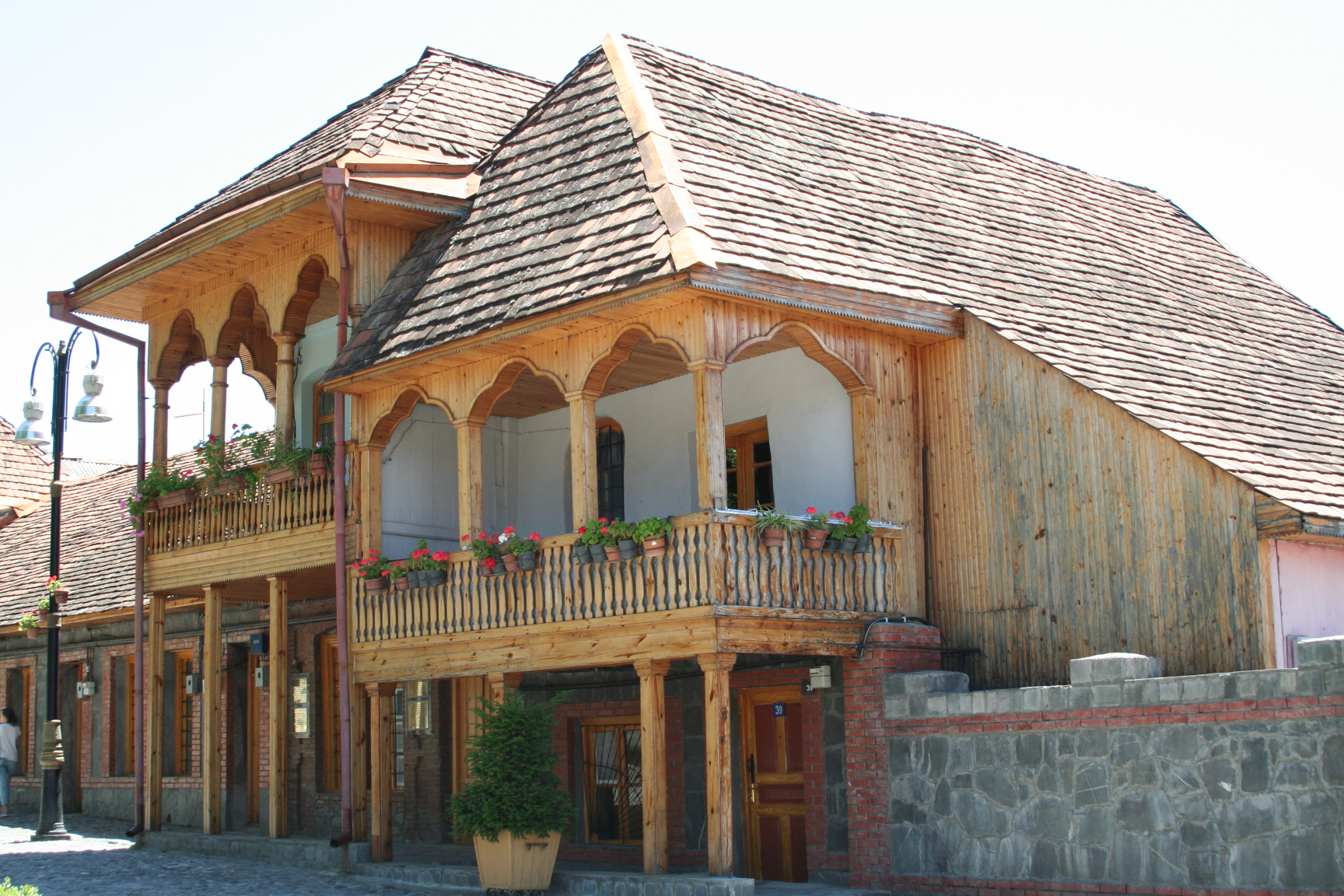
Дом в Гахе, в котором жил и работал кузнецом отец Магомаева

Будучи студентами семинарии, Муслим Магомаев и Узеир Гаджибеков в 1902 году навестили в Кахи отца Муслима Магомета Магомаева, который работал кузнецом в квартале Ичери-базар (в память об этом событии на стене дома, в котором жил и работал отец Магомаева установлена мемориальная доска). На окончание семинарии в 1904 году за отличные успехи в учёбе Абдул-Муслим получил в подарок скрипку и денежную премию.
Окончив семинарию, Магомаев был обязан отработать некоторое количество лет учителем народной школы. Распределением он был назначен в таковую в селе Бековичи. Там он организовал школьный хор, выступления которого стали популярны у местного населения. В сентябре 1905 года Магомаев переехал в Ленкорань. Там он стал преподавать русский язык, историю и химию в местном училище, где параллельно создал музыкальный кружок, который давал музыкальные вечера и театральные представления. Согласно свидетельствам современников, деятельность Абдул-Муслима внесла значительный вклад в развитие культуры в этом уездном городе, а выступления ленкоранского театрального кружка были отмечены в номере газеты «Баку» в колонке «Мусульманская жизнь».
В 1911 году, по окончании обязательной работы, Магомаев сдал экстерном экзамены в Тифлисском учительском институте и перебрался в Баку, где устроился в городское училище, расположенное в Сабунчах. Здесь он кроме преподавания в школе развернул вечерние курсы, на которых обучал грамоте местных рабочих. С началом Гражданской войны, в 1918 году, он покинул эту должность.

### Музыкальная карьера

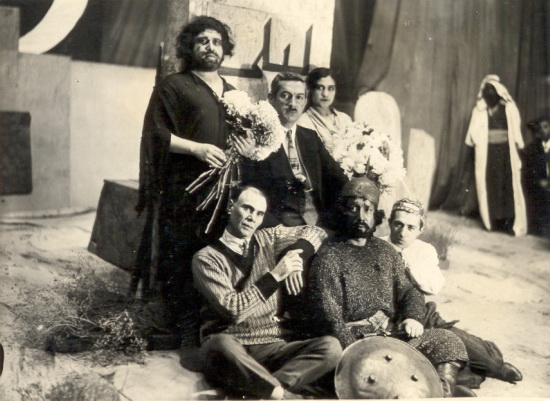
После постановки оперы «Шах Исмаил» в Баку. Магомаев сидит вверху в центре, слева внизу сидит режиссёр постановки Шарифзаде. Сезон 1929/30 годов

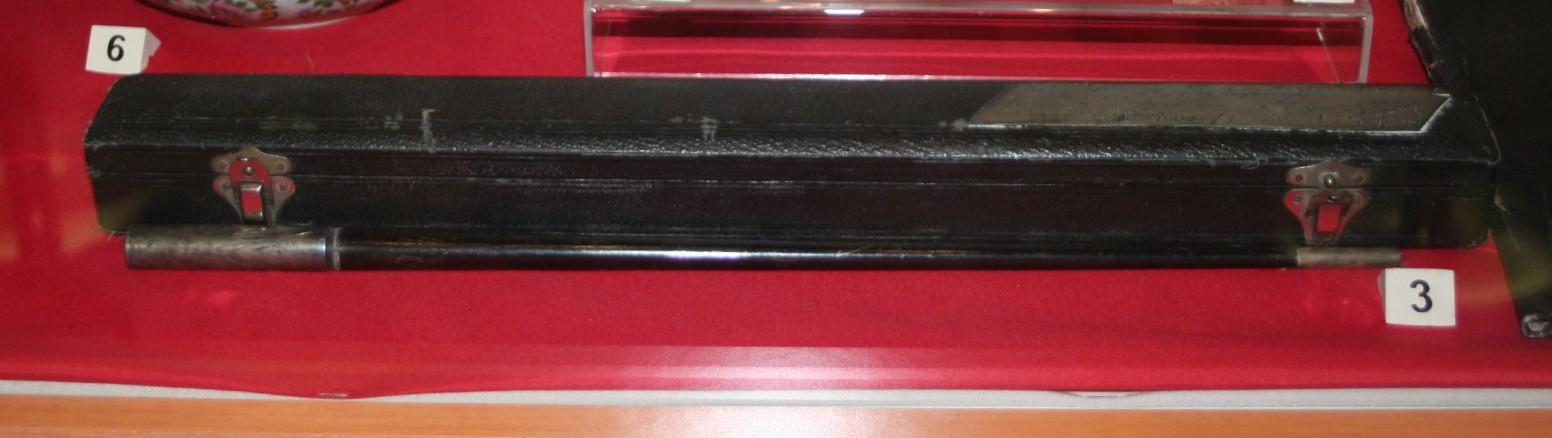
Дирижёрская палочка Магомаева. Музей истории Азербайджана, Баку

Во время преподавания в Баку Абдул-Муслим Магомаев начал сотрудничать с местной мусульманской оперной труппой под руководством Узеира Гаджибекова. В 1911 году, сразу после переезда, он стал играть на скрипке в оркестре Азербайджанского музыкального театра, созданного труппой. В том же году Гаджибеков отправился на учёбу в Москву, а в 1912 году — в Петербург, тогда Магомаев взял на себя материальное обеспечение друга на время учёбы. Магомаев взялся за руководство театром совместно с Гусейнкули Сарабским и Мамед-Ханафи Терегуловым. С 1912 года он выступал в нём в качестве дирижёра.
В 1913 году Магомаев приступил к написанию опер «Любовь» и «Шах Исмаил». «Любовь» не была дописана, сохранилась только ария, написанная для произведения. Работа над «Шахом Исмаилом» была закончена к 1916 году. В первой редакции оперы было много разговорных эпизодов, а музыка была основана на принципах импровизации и мугама, во второй и третьей редакциях диалоги были заменены на речитативы, а импровизация уступила место хорам и ариям. Будучи одним из первых произведений, в которых идеи народной музыки решены в рамках развитых оперных форм, «Шах Исмаил» стал важной вехой в развитии музыкального искусства Азербайджана. Вдобавок в процессе доработки оперы Магомаев создал одни из первых нотных записей азербайджанской народной музыки. Премьера произведения была намечена на 1916 год, но незадолго до запланированной даты сгорело здание драматического театра Тагиева, в котором ставили оперу. Вторая попытка премьеры была запланирована на 7 (20) марта 1919 года. За два дня до представления был убит задействованный в постановке в качестве режиссёра Гусейн Араблинский, но премьера состоялась и была удачной: выход оперы был отмечен большим успехом. В 1938 году в редакции Рейнгольда Глиэра опера «Шах Исмаил» была показана в дни Декады азербайджанского искусства в Москве.

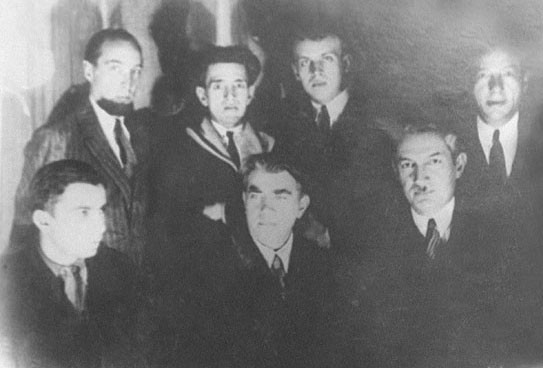
Магомаев (сидит справа) с композиторами Глиэром (сидит по центру) и Бадалбейли (сидит слева). Москва, 1930-е

В 1920 году заслуги Абдул-Муслима Магомаева на ниве народного просвещения были оценены — он был избран председателем союза работников просвещения Азербайджанской ССР. В 1921 году Магомаев был назначен руководителем отдела искусства народного комиссариата просвещения Азербайджана, после занимал должности художественного руководителя Азербайджанского драматического театра, главного дирижёра Азербайджанского театра оперы и балета. В 1929 году Магомаев стал музыкальным руководителем Азербайджанского радиоцентра, в этой должности оставался до 1931 года.
В 1932 году начал писать оперу по сюжету эпического сказания о Кёроглы, но узнав, что Гаджибеков пишет произведение на ту же тему, уничтожил черновики, считая, что друг напишет оперу гораздо лучше. После этого он приступил к написанию оперы «Наргиз», рассказывающей о борьбе крестьян Азербайджана за установление советской власти в XX веке. Это произведение, премьера которого состоялась в Баку 24 декабря 1935 года, стало первой азербайджанской оперой на советскую тематику.

### Смерть
В 1937 году композитор заболел туберкулёзом. По семейной легенде, причиной заболевания стало переохлаждение, полученное при спасении супруги, упавшей в реку Кура. Болезнь осложнялась и он выехал для лечения в Нальчик, где и скончался 28 июня 1937 года. Похоронен композитор был на Аллее почётного захоронения в Баку.

## Семья

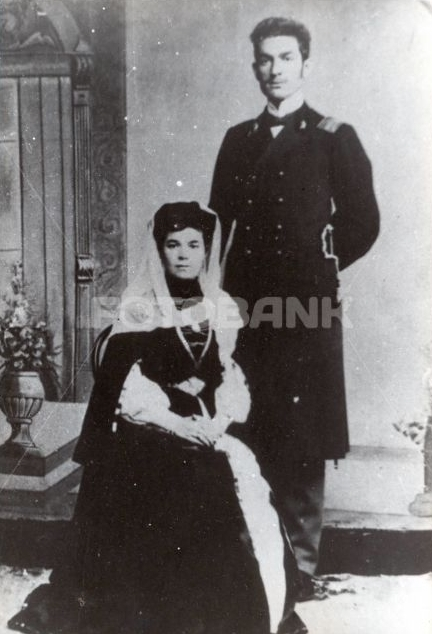
Абдул-Муслим Магомаев с супругой. 1906 год

У Муслима было два брата и три сестры. Он был женат на Байдигюль Терегуловой, сестре оперного певца Ханафи Терегулова и Малейке Гаджибековой (супруги Узеира Гаджибекова). У пары было два сына: Джамал-Эддин и Магомет. Первый в 1953—1957 годах занимал должность министра промышленности Азербайджанской ССР, последний был театральным художником и мультипликатором, ушёл на фронт Великой Отечественной войны вопреки брони и погиб 24 апреля 1945 года при взятии Берлина. В браке с ним актриса Айшет Кинжалова родила сына Муслима, позднее ставшего знаменитым эстрадным и оперным певцом и композитором.

## Музыкальные сочинения
«Музыкальная энциклопедия» (1976) приводит следующие сочинения Магомаева:
Оперы
- Шах Исмаил (1916, поставлена в 1919 году в Баку);
- Наргиз (написана и поставлена в 1935 году в Баку).

Музыкальная комедия
- Хоруз бей (Господин петух, не окончена).

Для оркестра
- Фантазия «Дервиш»
- Марш, посвященный XVII партийному съезду;
- Марш РВ-8 и др.

Музыка к спектаклям
- «Мертвецы» Джалила Мамедкулизаде
- «В 1905 году» Джафара Джаббарлы

Музыка к фильмам
- «Искусство Азербайджана»;
- «Наш рапорт» и др.

## Вклад в музыку

Опера «Наргиз» на почтовой марке СССР

Абдул-Муслим Магомаев является автором около 15 симфонических произведений, в их числе две оперы, марши, несколько рапсодий. Также ему принадлежат около десятка вокальных произведений на стихи азербайджанских поэтов. Известно о трёх его незаконченных произведениях: опере «Любовь», балете «Дэли Мухтар» и музыкальной комедии «Хоруз бей». Кроме того, Магомаев является автором музыкального сопровождения к театральным постановкам («Мертвецы», «В 1905 году») и кинофильмам («Искусство Азербайджана» и «Наш рапорт»).
Опера Магомаева «Наргиз» считается первой азербайджанской оперой, построенной на классических музыкально-сценических формах. Более ранние оперы Магомаева и Гаджибекова являются в той или иной степени мугамными. Также Магомаев один из первых авторов азербайджанской массовой песни.
Магомаев занимался сбором и систематизацией чеченского, азербайджанского и другого кавказского фольклора. Азербайджанскому он уделял особое внимание, его авторству принадлежат симфонические обработки примерно трёхсот азербайджанских народных песен и танцев, часть из них была издана в сборнике «Азербайджанские народные песни» в 1927 году. В сборник вошли обработки народных произведений как Магомаева, так и Гаджибекова.
В основе творчества Магомаева лежит национальное искусство народов Азербайджана, изучением которого он увлекался со школьной скамьи. Не обошёл композитор стороной и опыт европейских и, в первую очередь, русских композиторов, сплетая его с народной музыкой и выводя таким образом последнюю на мировой уровень. При этом можно отметить высокую идейность его произведений: в них раскрываются темы как национального сознания азербайджанцев, так и борьбы народных масс против буржуазии.

## Награды и память
В 1935 году Абдул-Муслиму Магомаеву было присвоено звание Заслуженного деятеля искусств Азербайджанской ССР. Именем Магомаева названы:
- Азербайджанская государственная филармония[7][13][15];
- улица в историческом центре Баку[7].

Перед зданием филармонии расположен бюст Абдул-Муслима Магомаева, открытый в 1987 году. Бюст выполнен скульптором Омаром Эльдаровым и архитектором Арифом Салеховым. На стене дома номер 41 по улице Низами в Баку, где проживал композитор, повешена мемориальная доска.

Надгробный памятник Магомаеву
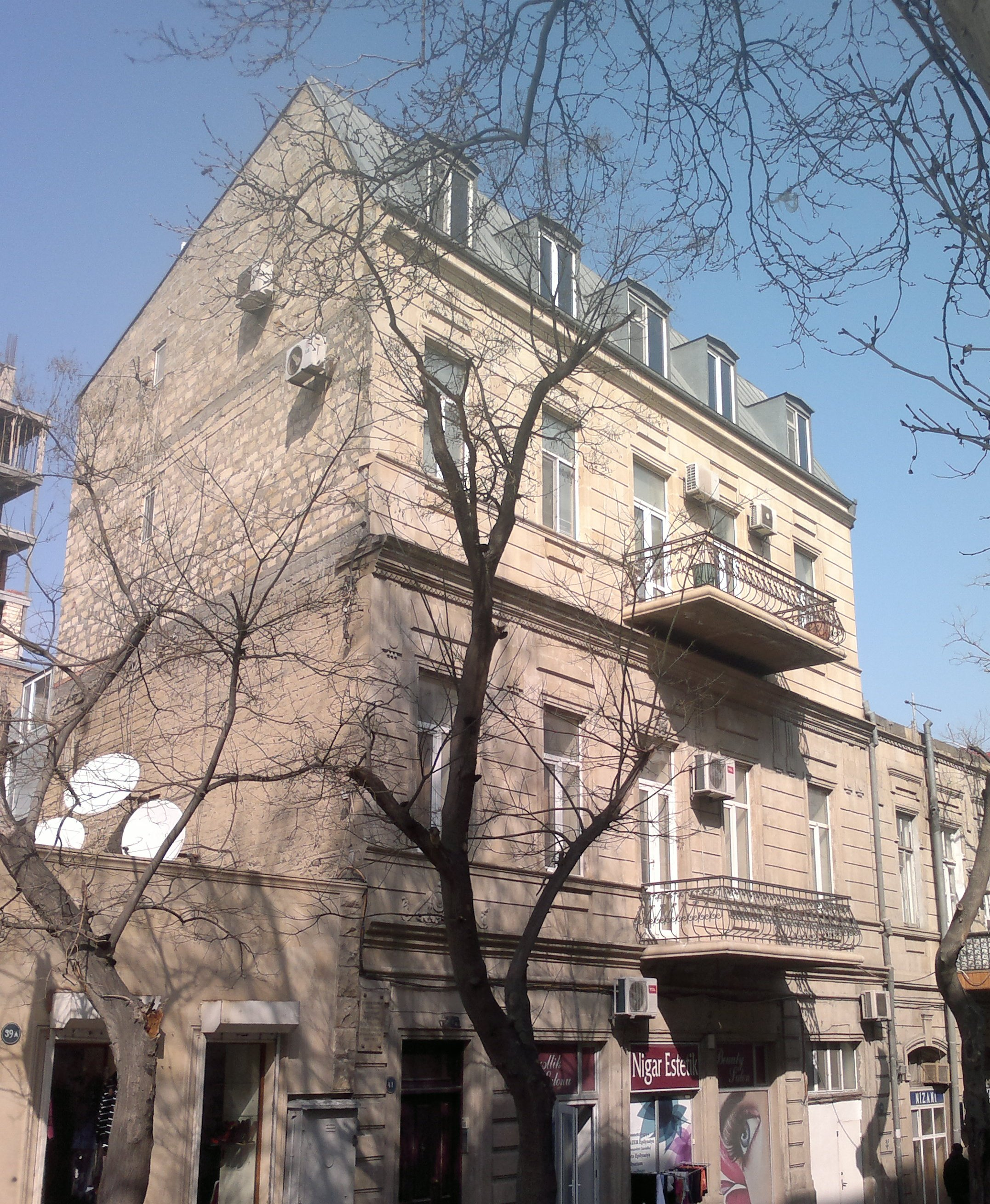
Дом в Баку, в котором проживал Магомаев
Мемориальная доска
Бюст Магомаева в Баку (перед зданием филармонии его имени)
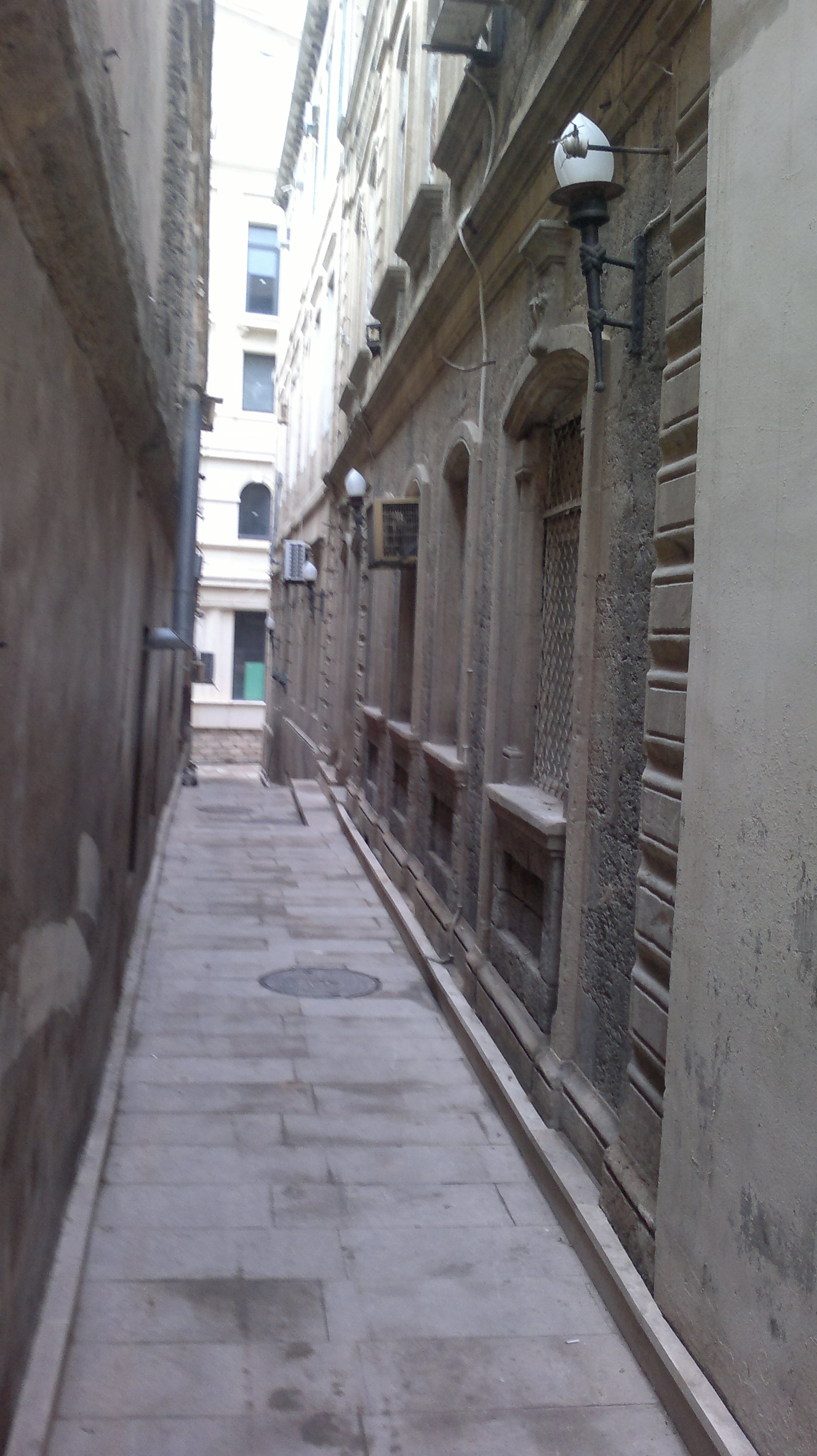
Улица Муслима Магомаева в Баку (в Ичери-шехере)
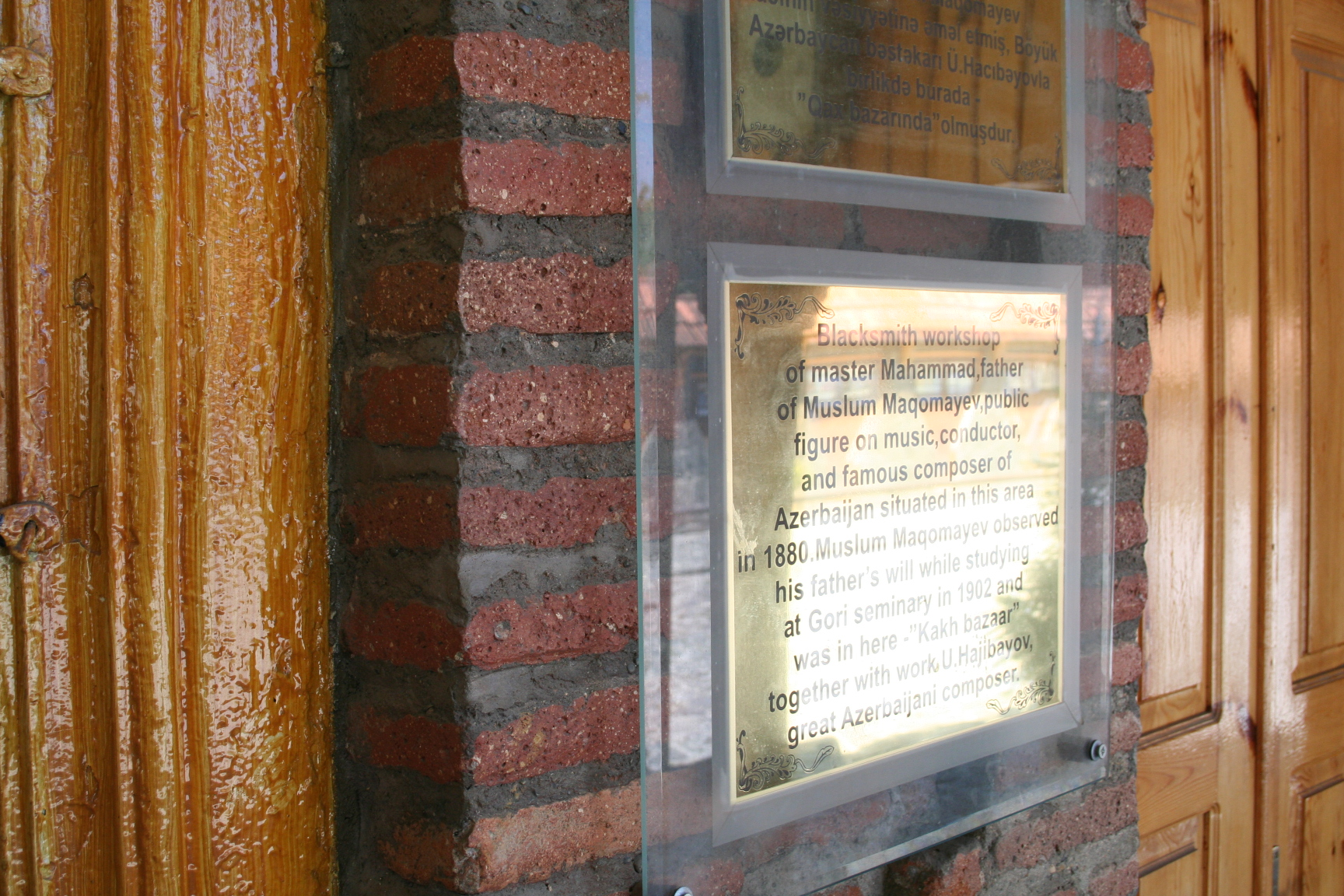
Информация о его отце в Ичери-базар

### Книги
- Карагичева Л. В. Азербайджанская ССР. — 2-е изд.. — М.: Государственное музыкальное издательство, 1956. — 100 с. — (Музыкальная культура союзных республик).
- Союз композиторов СССР. Советские композиторы: краткий биографический справочник / сост. Г. Б. Бернандт, А. Н. Должанский. — М.: Советский композитор, 1957. — 695 с.
- Депутаты Верховного Совета СССР. — Известия Советов депутатов трудящихся СССР, 1970. — Т. VIII.
- Исмаилова Г. А. Муслим Магомаев / под ред. Л. В. Карагичевой. — 1-е изд.. — Баку: Азербайджанское государственное издательство, 1975. — 64 с.
- Григорьев Л. Г., Платек Я. М. Советские композиторы и музыковеды: справочник в трёх томах. — М.: Советский композитор, 1981. — Т. 2: К — Р. — 416 с.
- Абдул Муслим Магометович Магомаев // Советские оперы: краткое содержание / сост. А. М. Гольцман. — М.: Советский композитор, 1982. — 672 с.
- Музыкальный энциклопедический словарь / Гл. ред. Г. В. Келдыш. — М.: Советская энциклопедия, 1990. — 672 с. — 150 000 экз. — ISBN 5-85270-033-9.
- Магомаев М. М. Мотивы детства // Любовь — моя мелодия. — М.: ВАГРИУС, 1999. — (Мой 20 век). — ISBN 5-264-00001-8.
- Гешаев М. Б. Знаменитые чеченцы. — Грозный: Седа, 1999. — Т. 1. — С. 296—319. — 644 с. — 2000 экз.
- Эстрада России, XX век: энциклопедия / отв. ред. Е. Д. Уварова. — М.: ОЛМА Медиа Групп, 2004. — 861 с. — ISBN 5-224-04462-6.
- Мешаненкова Е. Муслим Магомаев. Биография. — М.: Издательство АСТ, 2013. — 431 с. — ISBN 978-5-457-40567-7.
- Академия наук Чеченской Республики. История Чечни с древнейших времён до наших дней в четырёх томах / отв. ред. Я. З. Ахматов. — Грозный: Грозненский рабочий, 2013. — Т. III. История Чечни XIX в. — 654 с. — 5000 экз.

### Статьи
- Гаджибеков У. А. Муслим Магомаев // Бакинский рабочий. — Баку, 1938. — 28 июля (№ 173).
- Аббасов А. Д. Выдающийся композитор (К 15-летию со дня смерти М.Магомаева) // Бакинский рабочий. — Баку, 1952. — 27 июля.
- Абасова Э. Г. Магомаев Абдул Муслим Магометович // Корто — Октоль. — М. : Советская энциклопедия : Советский композитор, 1976. — Стб. 380. — (Энциклопедии. Словари. Справочники : Музыкальная энциклопедия : [в 6 т.] / гл. ред. Ю. В. Келдыш ; 1973—1982, т. 3).
- Вечно живая, одухотворенная музыка: Открытие памятника Муслиму Магомаеву // Бакинский рабочий  / Азеринформ. — Баку, 1987. — 19 сентября.
- Гусейнова Н. Грустное великолепие Муслима Магомаева // Неделя. — М.: Известия, 1998. — 18 сентября.
- Хаджимуратова А. Д., Арсалиев Ш. М. Национально-художественная культура Чеченской Республики в аспекте эстетического воспитания школьников // Вестник ЧГПУ. — 2014. — № 5. — С. 202—210.